# Chlamydomonadales
Ordre
Synonymes
- Chlorococcales Pascher[1]
- Pleurastrales[1]
- incl. Chlorosarcinales[1]
- incl. Tetrasporales Lemmermann[1]
- incl. Volvocales Oltmanns 1904[1]

Les Chlamydomonadales (ou Volvocales) sont un ordre d'algues vertes de la classe des Chlorophyceae.

## Liste des familles
Selon AlgaeBase (21 juillet 2017) :
- famille des Actinochloridaceae
- famille des Asteromonadaceae
- famille des Carteriaceae
- famille des Characiochloridaceae
- famille des Characiosiphonaceae
- famille des Chlamydomonadaceae
- famille des Chlamydomonadales incertae sedis
- famille des Chlorangiellaceae
- famille des Chlorochytriaceae
- famille des Chlorococcaceae
- famille des Chlorosarcinaceae
- famille des Dunaliellaceae
- famille des Gloeodendraceae
- famille des Goniaceae
- famille des Haematococcaceae
- famille des Hormotilaceae
- famille des Hypnomonadaceae
- famille des Palmellaceae
- famille des Palmellopsidaceae
- famille des Phacotaceae
- famille des Pleurastraceae
- famille des Protosiphonaceae
- famille des Raciborskiellaceae
- famille des Sphaerocystidaceae
- famille des Sphaerodictyaceae
- famille des Spondylomoraceae
- famille des Tetrabaenaceae
- famille des Tetrasporaceae
- famille des Volvocaceae

Selon World Register of Marine Species (21 juillet 2017) :
- famille des Actinochloridaceae
- famille des Characiosiphonaceae
- famille des Chlamydomonadales incertae sedis
- famille des Chlorochytriaceae
- famille des Chlorococcaceae
- famille des Chlorosarcinaceae Bourrelly ex Groover & Bold, 1969
- famille des Coccomyxaceae Smith, 1933
- famille des Cylindrocapsaceae
- famille des Dictyosphaeriaceae West, 1916
- famille des Endosphaeraceae
- famille des Golenkiniaceae (Korshikov) Komárek, 1979

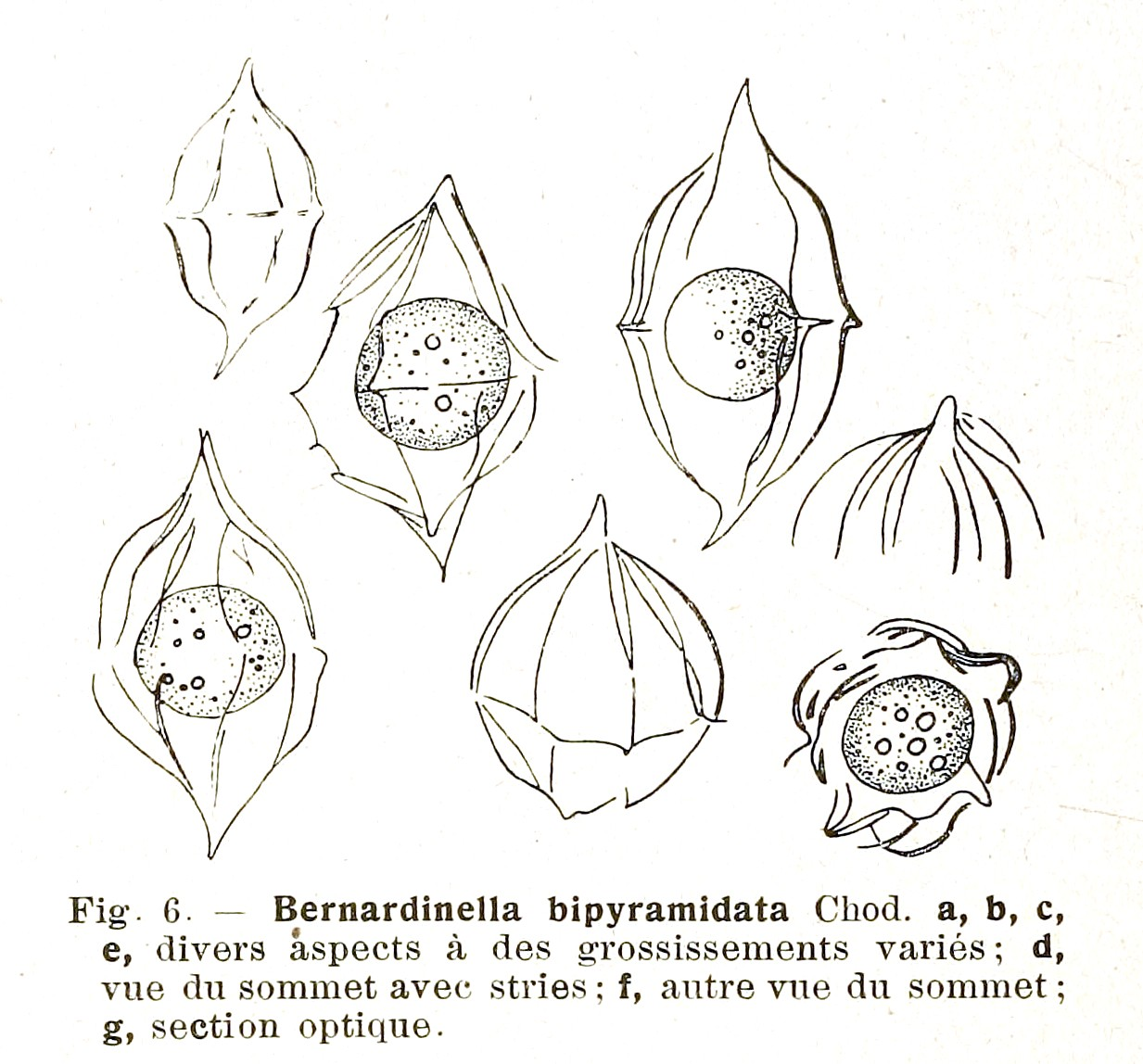
Bernardinella bipyramidata (Chlamydomonadales incertae sedis

- famille des Hormotilaceae
- famille des Hypnomonadaceae
- famille des Micractiniaceae
- famille des Protosiphonaceae
- famille des Rhopalosolenaceae
- famille des Scotiellocystoidaceae
- famille des Sphaerodictyaceae
- famille des Sphaeropleaceae
- famille des Treubariaceae

- Bernardinella bipyramidata
(Chlamydomonadales incertae sedis